# ناحیه ون بورن، شهرستان کلی، ایندیانا
ناحیه ون بورن، شهرستان کلی، ایندیانا (به انگلیسی: Van Buren Township, Clay County, Indiana) یک سکونتگاه مسکونی در ایالات متحده آمریکا است که در شهرستان کلی، ایندیانا واقع شده‌است.

## خصوصیات
ناحیه ون بورن ۳٬۵۲۸ نفر جمعیت دارد و ۲۰۸ متر بالاتر از سطح دریا واقع شده‌است.